# Wald südöstlich Nentershausen
Wald südöstlich Nentershausen este o arie protejată (arie specială de conservare — SAC, sit de importanță comunitară — SCI) din Germania întinsă pe o suprafață de 321 ha, integral pe uscat.

## Localizare
Centrul sitului Wald südöstlich Nentershausen este situat la coordonatele 51°00′12″N 9°57′39″E / 51.0033°N 9.9608°E.

## Înființare
Situl Wald südöstlich Nentershausen a fost declarat sit de importanță comunitară în noiembrie 2004 pentru a proteja 6 specii de animale. Situl a fost protejat și ca arie specială de conservare în martie 2008.

## Biodiversitate
Situată în ecoregiunea continentală, aria protejată conține 2 habitate naturale: Păduri de fag Luzulo-Fagetum, Păduri de fag Asperulo-Fagetum.
La baza desemnării sitului se află mai multe specii protejate:
- păsări (4): minunița (Aegolius funereus), barză neagră (Ciconia nigra), ciuvică (Glaucidium passerinum), sitar de pădure (Scolopax rusticola)
- mamifere (2): liliac cu urechi mari (Myotis bechsteinii), liliac comun (Myotis myotis)

Pe lângă speciile protejate, pe teritoriul sitului au mai fost identificate 7 specii de plante, 1 specie de păsări, 5 specii de mamifere.